# Schopfloch (Bawaria)
Schopfloch – gmina targowa w Niemczech, w kraju związkowym Bawaria, w rejencji Środkowa Frankonia, w regionie Westmittelfranken, w powiecie Ansbach. Leży w paśmie Frankenhöhe, około 27 km na południowy zachód od Ansbachu, przy drodze B25 i linii kolejowej Nördlingen - Feuchtwangen.